# Osman Şimşek
Osman Şimşek (* 1. Januar 1991 in Istanbul) ist ein türkischer Fußballtorhüter.

## Karriere
Şimşek begann mit dem Vereinsfußball in der Jugend des Amateurverein Orhantepe SK und wechselte 2006 in die Jugend von Kartalspor. 2009 erhielt er hier einen Profivertrag, spielte aber weitere drei Spielzeiten für die Reservemannschaft. In der Spielzeit 2011/12 erreichte er mit der Reservemannschaft Kartalspors die Meisterschaft der TFF A2 Ligi.
Zur Saison 2012/13 wurde er als dritter Torwart in den Mannschaftskader aufgenommen. Am letzten Spieltag kam er beim 4:3-Sieg gegen Karsiyaka SK zu seinem Debüt in der TFF 1. Lig, dem Klub fehlte letztlich ein Punkt zum Klassenerhalt.
Zur Saison 2014/15 wechselte er zum Zweitligisten Alanyaspor. Nach eineinhalb Spielzeiten und keinem Pflichtspieleinsatz wechselte er im Januar 2016 zum Drittligisten Sivas Belediyespor.

## Erfolge
Mit Kartalspor A2 (Rerservemannschaft)
- Meister der TFF A2 Ligi: 2011/12